# Stan wyjątkowy
Ten artykuł należy dopracować:

przedstawiono sytuację tylko z polskiej perspektywy – artykuł powinien być przekrojowy.
Pomóż go poprawić. 

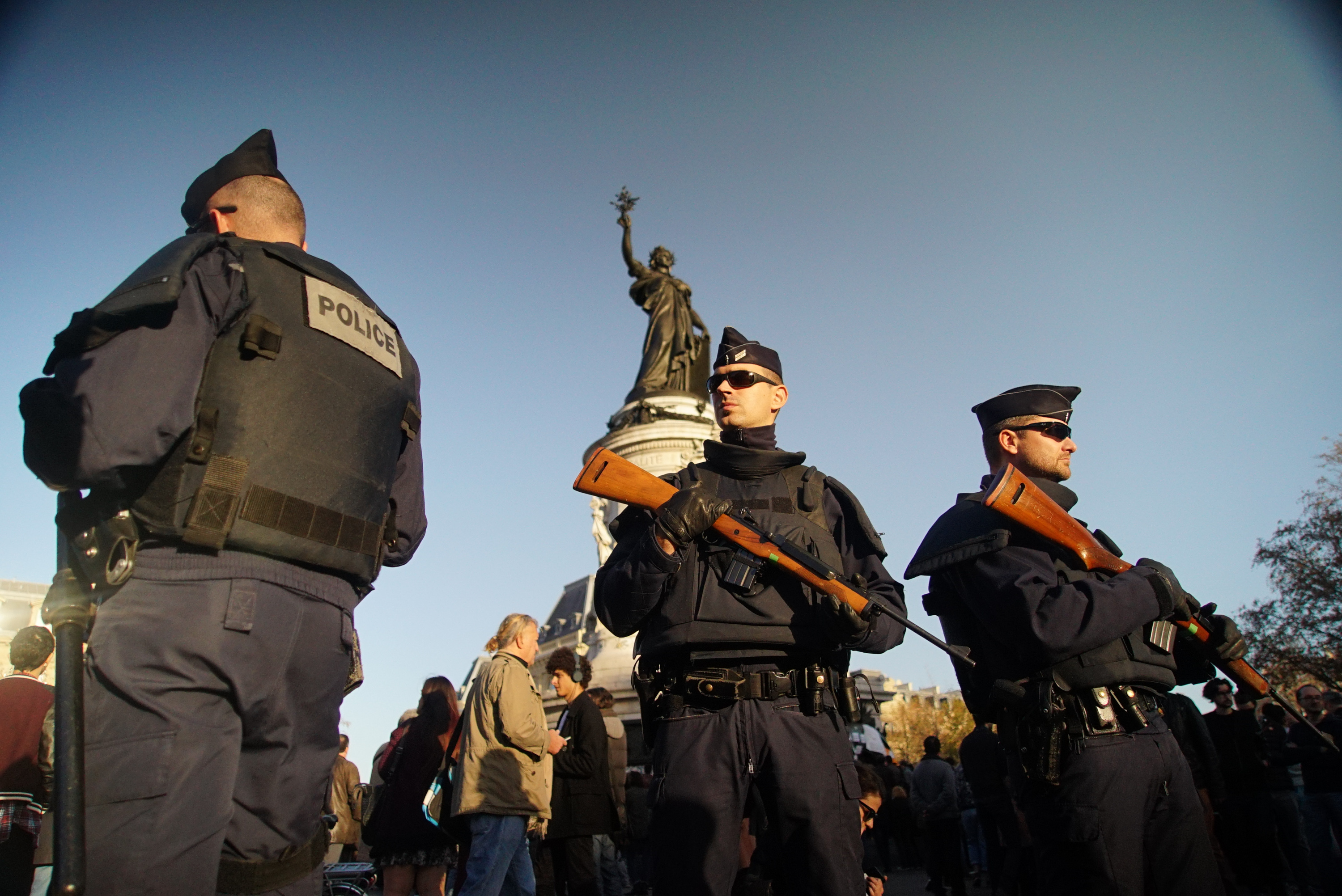
Stan wyjątkowy we Francji, listopad 2015

Stan wyjątkowy – stan nadzwyczajny państwa, którego wprowadzenie powoduje w szczególności ograniczenie niektórych praw i swobód obywatelskich.

## Prawo polskie
W Polsce instytucja stanu wyjątkowego była w regulacjach konstytucyjnych w latach 1952–1983 wchłonięta przez instytucję stanu wojennego. Według postanowień Konstytucji z 1997 (art. 228 i następne) stan wyjątkowy może wprowadzić prezydent na wniosek Rady Ministrów na czas oznaczony, lecz nie dłuższy niż 90 dni, na części albo na całym terytorium kraju, jeśli zagrożone zostało bezpieczeństwo państwa, bezpieczeństwo obywateli lub porządek publiczny. Prezydent może przedłużyć ten stan tylko raz (na okres nie dłuższy niż 60 dni) za zgodą Sejmu. W czasie stanu wyjątkowego oraz w ciągu 90 dni od jego zakończenia nie mogą być zmienione Konstytucja i ordynacje wyborcze oraz nie można rozwiązać Sejmu; nie przeprowadza się też wyborów ani referendów ogólnokrajowych. W przypadku upływu kadencji Prezydenta, Sejmu i Senatu, bądź organów samorządu terytorialnego, ulegają one odpowiedniemu przedłużeniu.
Akty normatywne regulujące funkcjonowanie państwa polskiego podczas obowiązywania stanu wyjątkowego:
- Dekret z dnia 2 stycznia 1919 r. o wprowadzeniu stanu wyjątkowego[1]. Obowiązywał w okresie 2 stycznia 1919 – 1 sierpnia 1919.
- Ustawa z dnia 25 lipca 1919 r. w przedmiocie zapewnienia bezpieczeństwa Państwa i utrzymania porządku publicznego w czasie wojny[2]. Obowiązywała w okresie 1 sierpnia 1919 – 19 marca 1928.
- Rozporządzenie Prezydenta RP z dnia 16 marca 1928 r. o stanie wyjątkowym[3]. Obowiązywało w okresie 19 marca 1928 – 10 marca 1937.
- Ustawa z dnia 22 lutego 1937 r. o stanie wyjątkowym[4]. Wydana 10 marca 1937, po 1945 desuetudo.
- Ustawa z dnia 5 grudnia 1983 r. o stanie wyjątkowym[5]. Obowiązywała w okresie 10 grudnia 1983 – 21 stycznia 2003.
- Ustawa z dnia 21 czerwca 2002 r. o stanie wyjątkowym[6]. Wydana 21 stycznia 2003.